# Nanortalik museum
Nanortalik museum (grönländska: Nanortallip Katersugaasivia) är ett friluftsmuseum i Nanortalik i Grönland.
Museet består av tio välbevarade byggnader från kolonitiden som ligger på ett område intill hamnen, lite utanför själva staden varav de flesta används som utställningslokaler. Bland de utställda föremålen finns kopior av torvhyddor, tältplatser en 
umiak och stativ till kajaker.
Museet har också traditionella kläder av skinn som används vid kulturella evenemang och vid besök av turister.
De flesta av byggnaderna, varav flera är ritade av den danska arkitekten Helge Bojsen-Møller, är k-märkta. 

## Historia
På 1950-talet ersattes jakten av fiske så för att bevara de gamla traditionerna började man att inrätta museer på Grönland. Den 31 oktober 1977 bildades en museikommitté i Nanortalik som fick tillgång till stadens gamla sjukhus. Mellan 1981 och 1982 renoverades det hus som föreståndaren for handelsstationen hade haft som   bostad och den 1 augusti 1982 invigdes det som museum.